# Austrocarabodes vaucheri
Austrocarabodes vaucheri är en kvalsterart som beskrevs av Sandór Mahunka 1984. Austrocarabodes vaucheri ingår i släktet Austrocarabodes och familjen Carabodidae. Inga underarter finns listade.